# 鎌田村 (奈良県)
鎌田村（かまたむら）は奈良県南葛城郡にあった村。現在の御所市中心部の南南西の一角、幸町にあたる。

## 地理
葛城川が至近を流れている。

## 歴史
- 1889年（明治22年）4月1日 - 町村制の施行により、近世以来の葛上郡鎌田村が単独で自治体を形成。櫛羅村・東松本村・竹田村・小林村・楢原村・三室村・西松本村と櫛羅村外七ヶ村組合村を結成。
- 1897年（明治30年）4月1日 - 所属郡が南葛城郡に変更。
- 1915年（大正4年）1月1日 - 櫛羅村外七ヶ村組合村の7村が合併して大正村が発足。同日鎌田村廃止。

## 経済
農業
『大日本篤農家名鑑』によれば、鎌田村の篤農家は圓丘、山口などがいた。

## 交通

### 道路
下街道（現・国道24号）が至近を通過。

## 出身人物
- 西村栄一（衆議院議員、民社党委員長） - 鎌田村の西村栄太郎と良の子息[2]、西村眞悟の父。